# هارادان باندوپادیای
هارادان باندوپادیای (بنگالی: হারাধন বন্দোপাধ্যায়؛ ۶ نوامبر ۱۹۲۶ – ۵ ژانویهٔ ۲۰۱۳) هنرپیشه اهل هند بود.
از فیلم‌ها یا برنامه‌های تلویزیونی که وی در آن نقش داشته‌است می‌توان به شهر بزرگ، شرکت محدود، خدای فیل‌گونه، شاخه‌های درخت، برفی!، عشق جاویدان، اعمال برادر بزرگترم و بزدل اشاره کرد. وی در سال ۲۰۰۴ برنده جایزه ملی فیلم بهترین بازیگر نقش مکمل مرد شده‌است.